# Pohnpei (langue)
Pour les articles homonymes, voir Pohnpei.
Le pohnpei, anciennement ponapéen, est une langue océanienne du sous-groupe micronésien, appartenant à la grande famille des langues austronésiennes, parlée sur l'île du même nom, capitale de l'État de Pohnpei, dans les États fédérés de Micronésie.
C'est une des huit langues principales des États fédérés de Micronésie. Elle est classée dans la même sous-famille que le pingelap, le mwoakill (mokil) et le ngatik, dans un groupe appelé ponapéique[réf. souhaitée].
Il s'écrit avec vingt lettres de l'alphabet latin (dont quatre sont des digrammes), lettres qui représentent vingt-et-un phonèmes :
A, E, I, O, OA, U, K, L, M, MW, N, NG, P, PW, R, S, D, T et W.
Le H est utilisé pour indiquer une voyelle allongée : ah = /aː/, nih = /niː/.
Le E se prononce soit [e] soit [ɛ]. T se prononce [tʃ] et D [t].
Les diphtongues sont courantes : ai, oi, ou, ei, eu et au.
Il y a deux dialectes principaux :
- le kitti, parlé dans la commune de Kitti (sud-ouest de Pohnpei) ;
- le dialecte du nord, parlé partout ailleurs.

La différence entre ces deux dialectes se situe essentiellement dans la phonologie (dans le dialecte du nord, on emploie deux voyelles différentes pour le /e/ écrit tandis qu'à Kitti on n'en utilise qu'une seule — qui plus est, de nombreux mots écrits /e/ sont prononcés [oa] en kitti).
La langue ngatik qui est un créole (à base d'anglais et de sapuahfik, nouveau nom deN ngatik), est souvent considérée comme un troisième dialecte du pohnpei (avec lequel elle partage 90 % du vocabulaire). Elle serait apparue lors du massacre de tous les hommes à Ngatik par un commerçant britannique (1837) et le repeuplement de l'île par des habitants de Pohnpei.
En dehors de la sous-famille ponapéique, la langue la plus proche du ponhpei est la langue de Chuuk (36 % du vocabulaire est commun).
Les habitants de Pohnpei utilisent, en certaines occasions, une langue honorifique dont le degré de sophistication est reconnu comme le plus complexe des langues austronésiennes. Le parler honorifique qui ne s'adresse qu'aux grands chefs et aux personnalités, utilise un vocabulaire différent et des règles de grammaire spécifiques.